# Шары ярости
«Шары ярости» (англ. Balls of Fury) — комедийный фильм об одарённом теннисисте Рэнди Дайтоне, который терпит фиаско на международной арене и бросает занятия настольным теннисом. Шанс вернуться к былой славе предоставляет агент ФБР, отправляющий Рэнди на подпольный турнир, проводимый под эгидой криминального авторитета Фэнга. Пародия на фильм «Выход Дракона» с участием Брюса Ли.

## Сюжет

### Начало
Юный Рэнди Дайтона вот-вот станет победителем на Олимпиаде 1988. Всё, что ему осталось — это обыграть немецкого спортсмена. Однако ему это не удаётся сделать, поскольку во время игры он спотыкается об ограду и падает. После этого он оказался не в состоянии продолжать игру. Словами «Я еду в Диснейленд» заканчивается его юношеская карьера, и он с позором покидает пинг-понг. В это же время убивают отца Рэнди, который поставил большую сумму денег на своего сына, тем самым задолжав денег некоему мистеру Фэнгу.

### Упавшая звезда
После своего позорного поражения Рэнди Дайтона забросил игру в настольный теннис и начал подрабатывать в кабаре. Однако после нескольких лет работы в кабаре Рэнди увольняют из-за того, что он довёл посетителя до инфаркта. Но вскоре после новости об увольнении к нему обращается агент ФБР Эрни Родригес. Он попросил Рэнди помочь в его задании, в котором он должен был попасть на закрытый турнир по пинг-понгу, организованный мистером Фэнгом, убившим отца Рэнди. Для этого они отправились на соревнование по лидерству в штате, дабы получить приглашение в виде золотой ракетки, однако это соревнование он проиграл, и они обращаются к старому учителю по пинг-понгу по имени Вонг.

### Обучение
Придя к учителю Вонгу, Рэнди показался ему безнадёжным игроком, однако после небольшой беседы тот соглашается его учить, с условием что он возьмёт удачу, ракетку и 300 долларов. На следующий день Рэнди узнает, что его будет тренировать симпатичная китаянка по имени Мэгги (племянница учителя Вонга), которая отлично играет в пинг-понг. Обучать Рэнди станут на деревянных ложках, а также заставят мухобойкой отбиваться от пчёл. После мучительных тренировок Вонг считает, что Дайтоне пора сразиться с «драконом» — самым страшным игроком в пинг-понг во всем китайском районе.

## В ролях
| Актёр               | Роль                           |
| ------------------- | ------------------------------ |
| Дэн Фоглер          | Рэнди Дайтона                  |
| Кристофер Уокен     | Фэнг                           |
| Джордж Лопес        | Родригес спецагент ФБР         |
| Мэгги Кью           | Мэгги племянница Вонга         |
| Джеймс Хонг         | мастер Вонг                    |
| Терри Крюс          | Фредди Уилсон                  |
| Роберт Патрик       | сержант Пит Дайтона отец Рэнди |
| Дидрих Бадер        | Гэри куртизан                  |
| Айша Тайлер         | Махогани                       |
| Томас Леннон        | Карл Вольфсштаг                |
| Кэри-Хироюки Тагава | таинственный азиатский человек |
| Бретт Дельбуоно     | Рэнди в возрасте 12 лет        |
| Джейсон Скотт Ли    | Суи Фу                         |
| Тоби Хасс           | садовник                       |
| Дэвид Кокнер        | Рик директор кабаре            |
| Паттон Освальт      | «Кувалда»                      |
| Джим Раш            | Теки                           |
| Дэвид Провал        | босс мафии                     |
| Маси Ока            | Джефф «управляющий» туалетом   |

## Критика
Сцены игры в настольный теннис сняты с помощью комбинированных съемок и не имеют отношения к реальности. Газета «USA Today» отозвалась о фильме, как о второсортной спортивной сатире.